# Ykkönen
La Ykkönen (in italiano Primo Numero o Numero Uno) è la terza divisione del campionato finlandese di calcio, gestita dalla Federcalcio finlandese. Si tratta del terzo livello del calcio finlandese e come la Veikkausliiga, divisione principale, è gestito indipendentemente dalla Federcalcio. Venne istituita nel 1973 con il nome di I Divisioona, per poi assumere la denominazione di Ykkönen nel 1995. Dal 2024 viene sostituita come secondo livello dalla Ykkösliiga.
Come tutti i campionati finlandesi, la prima divisione è giocata dalla primavera all'autunno. Nella prima fase le dodici squadre si affrontano in un girone all'italiana, con partite di andata e ritorno, per un totale di 22 giornate. Successivamente, le squadre vengono divise in due gruppi in base alla classifica: le prime sei formano un nuovo girone e competono per la promozione in Ykkösliiga; le ultime sei, invece, lottano per non retrocedere in Kakkonen. In entrambi i gironi le squadre si affrontano in un girone di sola andata, per un totale di 5 giornate.
Nel girone per la promozione, la squadra prima classificata viene promossa in Ykkösliiga, mentre la seconda affronta la penultima di Ykkösliiga in uno spareggio promozione/retrocessione
Nel girone per la salvezza, le ultime due classificate vengono retrocesse in Kakkonen.

## Organico 2025
- Atlantis
- EPS
- Inter/2
- Jazz
- JJK
- KPV
- KuPS Akatemia
- MP
- OLS
- PKKU
- RoPS
- Tampere Utd

## Albo d'oro[1]

### I Divisioona (1973-1994)
| Stagione | Vincitore    | Altre promozioni |
| -------- | ------------ | ---------------- |
| 1973     | MiPK         | Haka             |
| 1974     | MyPa         | VPS              |
| 1975     | GBK          | OPS              |
| 1976     | Kiffen       | OTP              |
| 1977     | KPV          | Pyrkivä Turku    |
| 1978     | Ilves        | KTP              |
| 1979     |              | OTP, Sepsi-78    |
| 1980     | MP           | RoPS, MiPK       |
| 1981     | Kuusysi      | KPV, Kuopion Elo |
| 1982     | Reipas Lahti | RoPS             |
| 1983     | MP           | KePS, PPT        |
| 1984     | OTP          |                  |
| 1985     | MP           |                  |
| 1986     | Reipas Lahti |                  |
| 1987     | OTP          |                  |
| 1988     | Jaro         |                  |
| 1989     | KPV          | Kumu             |
| 1990     | PPT          | Jaro             |
| 1991     | MyPa         |                  |
| 1992     | TPV          | FinnPa           |
| 1993     | KuPS         | FC Oulu          |
| 1994     | Ponnistus    | VPS              |

### Ykkönen (1995-2023)
| Stagione | Vincitore     | Altre promozioni        |
| -------- | ------------- | ----------------------- |
| 1995     | Inter Turku   |                         |
| 1996     | TP-Seinäjoki  |                         |
| 1997     | Haka          | Pallokerho-35           |
| 1998     | Lahti         | KTP, Inter Turku, TPV   |
| 1999     | Tampere Utd   |                         |
| 2000     | KuPS          | Atlantis                |
| 2001     | Hämeenlinna   | Jaro                    |
| 2002     |               | TPS, Jokerit, KooTeePee |
| 2003     | TP-47         | RoPS                    |
| 2004     | KuPS          | IFK Mariehamn           |
| 2005     | Honka         | VPS                     |
| 2006     | Viikingit     | AC Oulu                 |
| 2007     | KuPS          | RoPS                    |
| 2008     | JJK           |                         |
| 2009     | AC Oulu       |                         |
| 2010     | RoPS          |                         |
| 2011     | Lahti         |                         |
| 2012     | RoPS          |                         |
| 2013     | SJK           |                         |
| 2014     | HIFK          | KTP, Ilves              |
| 2015     | PS Kemi Kings | PK-35 Vantaa            |
| 2016     | JJK           |                         |
| 2017     | TPS           | Honka                   |
| 2018     | HIFK          | KPV                     |
| 2019     | Haka          | TPS                     |
| 2020     | AC Oulu       | KTP                     |
| 2021     | VPS           |                         |
| 2022     | KTP           |                         |
| 2023     | EIF           | Gnistan                 |

### Ykkönen (2024-)[2]
| Stagione | Vincitore | Altre promozioni |
| -------- | --------- | ---------------- |
| 2024     | Klubi 04  |                  |